# The Beverly Hillbillies
The Beverly Hillbillies (Los nuevos ricos y Rústicos en Dinerolandia en España y Los Beverly ricos en Hispanoamérica) fue una telecomedia estadounidense de los años sesenta sobre una familia de montañeses (hillbillies) que se mudan al sur de California. Fue emitida por la cadena CBS; su primer episodio se estrenó el 26 de septiembre de 1962 y el último el 23 de marzo de 1971. Fue una de las telecomedias más populares de los años sesenta, con ocho de sus nueve temporadas entre lo más visto por la audiencia televisiva.
En la serie, un pobre montañés viudo de las Ozark de Misuri, Jed Clampett, descubre petróleo mientras caza en sus tierras. Con su familia y su nueva riqueza, se muda a Beverly Hills (California), donde sus costumbres sencillas y rústicas chocan con su nuevo ambiente elegante y urbanita.
En 1993 se hizo una adaptación al cine.

## Elenco
- Buddy Ebsen como J. D. «Jed» Clampett.
- Irene Ryan como Daisy «Granny» Moses.
- Donna Douglas como Elly May Clampett.
- Max Baer Jr. como Jethro Bodine.
- Raymond Bailey como Millburn Drysdale.
- Harriet E. MacGibbon como Margaret Drysdale.
- Louis Nye como Sonny Drysdale.
- Nancy Kulp como Jane Hathaway.
- Sharon Tate como Janet Trego.